# アーバンデザイン
アーバンデザイン（米: Urban design）Urban designの訳語である都心設計の概念として、都市の環境と都市空間、市街地などを計画設計することを意味する都市計画用語。都心を構成する建築群などの群集や形態を重視して、都市環境、都市空間を計画しデザインすることを示している。

## 概要
近代の都市計画が、制度化された計画の機械的な適用という一面をもっていたのに対して、ポストモダン以降の都市計画観念からは広義の都市計画の意味として、都市を構成する建築群などの景観構成や全体の構成等を重視しはじめたことから由来する。形態や空間的なもので、また観念的な場合も含み、必ずしも具体的な設計や事例を含まない。
公共土木施設の姿は国土や都市の文化技術生活の豊かさの水準を表徴するとみられる。
このため、都市デザインの分野では、アーバンデザインのほかに、シビックデザイン(civic design)と呼ぶ場合もあり、これは日本では1988年の美しい国土形成と都市の基盤整備を担うデザインとして、シビックデザインという概念を主に土木工学者で景観を研究する一派から生みだされた。
これは地域の歴史・文化と生態系に配慮した使いやすく美しい公共土木施設の計画・設計と定義している。
永続性、公共性、環境性をシビックデザインに求められる三要素としている。

## ニューヨークの事例
ニューヨークでは1966年、市においてジョン・リンゼイ市長のもとに市制下の行政部門の改革により新たにアーバンデザイングループが編成され、各種のデザインコントロールが実現された。
このアーバンデザイングループは、公開空地等の部市デザインの貢献をすれば床面積の割り増しが受けられるボーナス制度、指定容積率と実際に利用している容強率との差を開発権として他の敷地に移転する開発権譲渡制度TDR等、今日みられるさまざまなデザイン誘導制度を設け、アーパンデザインを都市政策として位置づけた。今日みられるニューヨーク市の都市計画の多くの制度、事業の基礎はこの時代に形づくられている。
また市当局はミッドタウンにおけるポケットパークの有効性を認め、その採用を決定。その後、数々の改善を経て、制度としてアーバンパーク、アーバンプラザ、街区を通り抜けることができる歩行者路としてブロック貰通ギャレリアの3点が設定される。
アーバンプラザは、ボーナス可能なアメニティ整備の代表的なもので、ボーナス対象面積の各特質を渡たす1平万フィート（約0.09平方メートル）毎に、6平方フィート（約0.56平方メートル）の床面積のボーナスが可能。アーパンプラザによって発生する最大ボーナス量は、FARI、つまり容積率100%であった。ただしこの誘導政策は失敗する例が多く報告された。たとえば、プラザ創出の誘導が、デベロッパーの単なる容積稼ぎのために利用され、日当りが悪かったり利用しにくい広場が設置されていた。
魅力的で静かに創設された座り場所を歩行者に提供し、歩行名サーキュレーションの促進に貢献することを目的としていたが、実際にはデベロッパーにより建物の規模を最大とする手段に用いられることが多かった。そのため、ポーナスのための必要条件を厳しく見直し条件設定した。
ボーナスのための必要条件として、最低面積は1,600平方フィート（約149平方メートル）、必要面積の少なくとも70パーセントについては、40フィート（約12メートル）以上の長さをもつこと、ガラスで被膜されているときには、少なくともストリートウォールの75パーセント、屋根面積の75パーセントが最低限透明、無着色、非コーティングのガラスであること、透明部分の最低限の高さは、30フィート（約9メートル）であること、南に向がって関放されていること。アーバンプラザのおもな部分は、街路に面した前面の奥行きに対する割合、あるいは前面に対する奥行きの割合が少なくとも3:1であること、オープンなアーバンプラザは常に公共歩道に面した前面の少なくとも50パーセントの部分は、公共部分にアクセス可彪であること。ガラス被膜のアーバンブラザは公共歩道に面した少なくとも25パーセント以上がアクセス可能であること、これらからは、祝祭日以外は、日中、公共部分に対し開放されていること、身障者への配慮は都市空地規模に基づくものと同一であること、樹木、ストリートファニチュア…許可される障害物の面積は、5,000平方フィート（約465平方メートル）以下のアーバンプラザにあっては38パーセント、5,000から10,000平万フィート（約465平方メートルから約930平方メートル）以内にあっては50パーセント。屋外やカフェやキオスクは、アーバンプラザ面積の25パーセントまで。1,600平方フィート（約149平方メートル）では、4本の樹木、5,000平方フィート（約465平方メートル）以上では6本の樹木が必要とし、プラザ面積の30平方フィート（約2.8平方メートル）毎に、1フィート、約0.3メートルの長さの公共座席が必要。可動式座席は通常の座席の1.5フィート（0.45メートル）に相当する、維持管理計画、実施契約が必要、と定めた。
アーバンパークは、静かなレクリエーション用にデザインされ、景観処理された小公園でブロックの内側に位置するものである。植栽され、日中、公共に対してアクセス可能な可動シートのあるものとした。このボーナス対象アメニティは、パーレイ公園、グリーンエイカーパークの成功に基づいて設けられており、特別許可が必要である。開発者はアーバンパークによって開発権移転(Development Right Transfer)、その場での開発床面積を他の地区の開発床面積に水増しすることによって移転すること、が可能となる。これは、アーバンパークの用途地域とゾーニングで許可される基本FAR・容積率とし、開発地の許可される基本FARの20パーセントを上限とした。
特別許可のための必要条件として、アーパンパークは狭い街路に位置していなければならなく、広い街路から少なくとも100フィート（約30メートル）難れ、1,000フィート（約300メートル）以内の距離になければならないこと、サイズは少なくとも4,000平方フィート（約372平方メートル）、間口40フィート（約12メートル）、奥行きは60フィート（約18メートル）がいること、面積の60パーセントは身障者にアクセス可能であること。祝祭日以外の日中は、公共に対しオープンかつアクセス可能であること、維持管理は永久的な維持管理のための維持管理計画、実施基金(fund)が必要とされた。
ブロック貫通ギャレリアは被膜された都市空間であり、ブロックを通り抜ける歩行者ネットワークの連続性の確保のために用いられる手段である。このボーナスは特別劇場地区内においてのみ適用される。これは、ミラノのギャレリアを手本とした。ボーナスは、ギャレリア1平方フィート（約0.09平方メートル）につき、6平方フィート（約0.56平方メートル）の床面積がFARIまで可能とした。ミッドタウン開発計画のなかでブロック貰通の歩行者ネットワークシステムに広く含まれ、これに関する他の街路指定等は一般の行政指導であった。しかしながら特別劇場区内では、その必要性からボーナス制度が導入される。
ギャレリアの必要条件として、幅員は最低20フィート（約6メートル）、高さも最低20フィート（約6メートル）。ギャレリアの全長が150フィート（約45メートル）以上の場合、幅員と高さは最低25フィート（約7.5メートル）に増加し、全面積の最低75パーセントは天空光が射し込まなければならないこと、障害物はあってもよいが身障者にアクセス可能であることが条件で、祝祭日以外の日中は公共に対してオープンかつアクセス司能でなければならない。ギャレリアの両側は、できる限り、陳列窓、ロビー、その他ゾーニング地域内で許される他の用途に用いられ、透過性の材質でなければならず、また、1列にならなければならない、と定めた。

## 日本における教育と公共団体の事例
日本の教育では都市工学を学ぶ都市工学科、建築学科 デザイン工学科などがあるが、立命館大学 金沢工業大学 工学院大学 などにある建築都市デザイン学科 は 建築学をも学ぶが、建築が織り成すアーバンデザインなどを中心に学ぶ。
日本ではアーバンデザインの他に都市デザインという言葉も使用され、佐賀大学理工学部には都市工学科には都市環境基盤コースのほかに建築・都市デザインコースを、大阪工業大学 土木工学科は「都市デザイン工学科」へ改称し、それに伴い、大学院工学研究科土木工学専攻は「都市デザイン工学専攻」に名称変更、大阪芸術大学建築学科に都市デザインのコースを、静岡文化芸術大学には都市デザイン系を、慶應義塾大学大学院政策・メディア研究科には建築・都市デザインコースを、宝塚大学には建築&都市デザイン（修士）を、広島工業大学は都市デザイン工学科を2010年新設、東京都市大学でも都市デザインコースを、千葉工業大学では建築都市環境学科を、高知工業高等専門学校は建設システム工学科から2009年度に学科名変更した環境都市デザイン工学科を、東京電機大学では都市デザインコース(建築・都市環境学系)を、京都橘大学では観光・都市デザインコースを、金沢大学では都市デザインコースを、高知工科大学では建築・都市デザイン専攻を、愛知産業大学造形学部建築学科では都市設計コース・環境計画学系をそれぞれ設置している。
大阪府立柴島高等学校の総合学科では、福祉、多文化理解、エコロジー・サイエンス、ライフデザインなどの系列に都市デザインを加えている。専門学校の都市デザインカレッジ愛知（愛知県春日井市上条町）は募集停止、早稲田大学芸術学校では都市デザイン科（夜間3年制）は、2009年度をもって募集停止したが、建築設計科（夜間3年制）は、2010年度より建築都市設計科に改称している。
その他、函館市役所都市建設部の都市デザイン課、那覇市役所都市デザイン室 など、自治体の部署にも多数。川口市では都市デザイン賞、湘南国際女子短期大学が受賞した藤沢市「第3回ふじさわ都市デザイン賞」、丸栄陶業本社屋（1989年、内井昭蔵設計）が1990年受賞したへきなん都市デザイン文化賞大賞、横浜みなとみらい21が2006年「横浜市の一連の都市デザイン」で受賞したグッドデザイン（都市デザイン部門）というように使用されている。